# Počítky
Počítky (německy Potschitek) jsou obec v okrese Žďár nad Sázavou v Kraji Vysočina. Leží necelé čtyři kilometry severovýchodně od Žďáru nad Sázavou. V této vesnici žije 234 obyvatel, k roku 2005 zde bylo evidováno 32 podnikatelských subjektů. Součástí obce jsou též osady Čtvrtě a Výpustek.
Samotná vesnice jakož i téměř celý katastr obce leží na Moravě, ale velice malá okrajová část katastru původně náležela ke katastru sousední české obce Světnovu, což je patrné ze srovnání současné katastrální mapy a historických map císařských otisků a indikačních skic stabilního katastru.

## Název
Jméno vesnice znělo původně Počátky (hlásková změna á > í je nářeční). Jde o jméno typické pro Českomoravskou vrchovinu a byly tak označovány osady na počátečním úseku vodního toku.

## Historie
První písemná zmínka o obci pochází z roku 1407 (Poczatky, v Potczitczich), kdy se Počítky připomínají v urbáři žďárského kláštera. Osadníci pravděpodobně pocházeli z Počátek.

## Obyvatelstvo
| Rok            | 1869 | 1880 | 1890 | 1900 | 1910 | 1921 | 1930 | 1950 | 1961 | 1970 | 1980 | 1991 | 2001 | 2011 | 2021 |
| -------------- | ---- | ---- | ---- | ---- | ---- | ---- | ---- | ---- | ---- | ---- | ---- | ---- | ---- | ---- | ---- |
| Počet obyvatel | 403  | 430  | 376  | 339  | 353  | 350  | 320  | 286  | 271  | 222  | 175  | 198  | 201  | 202  | 241  |
| Počet domů     | 53   | 60   | 66   | 66   | 65   | 65   | 62   | 61   | 58   | 56   | 53   | 67   | 67   | 74   | 78   |

## Obecní správa
V letech 1869–1980 Počítky byly obcí v okrese Nové Město na Moravě (1869–1930) (v letech 1869–1900 Nové Město) a později v okrese Žďár nad Sázavou (v roce 1950 Žďár). Od 1. července 1980 do 31. prosince 1991 patřily jako část města k Žďáru nad Sázavou a od 1. ledna 1992 jsou opět samostatnou obcí.

### Obecní symboly
Znak a vlajka byly obci uděleny rozhodnutím předsedy Poslanecké sněmovny Parlamentu České republiky dne 15. prosince 1998.

## Galerie

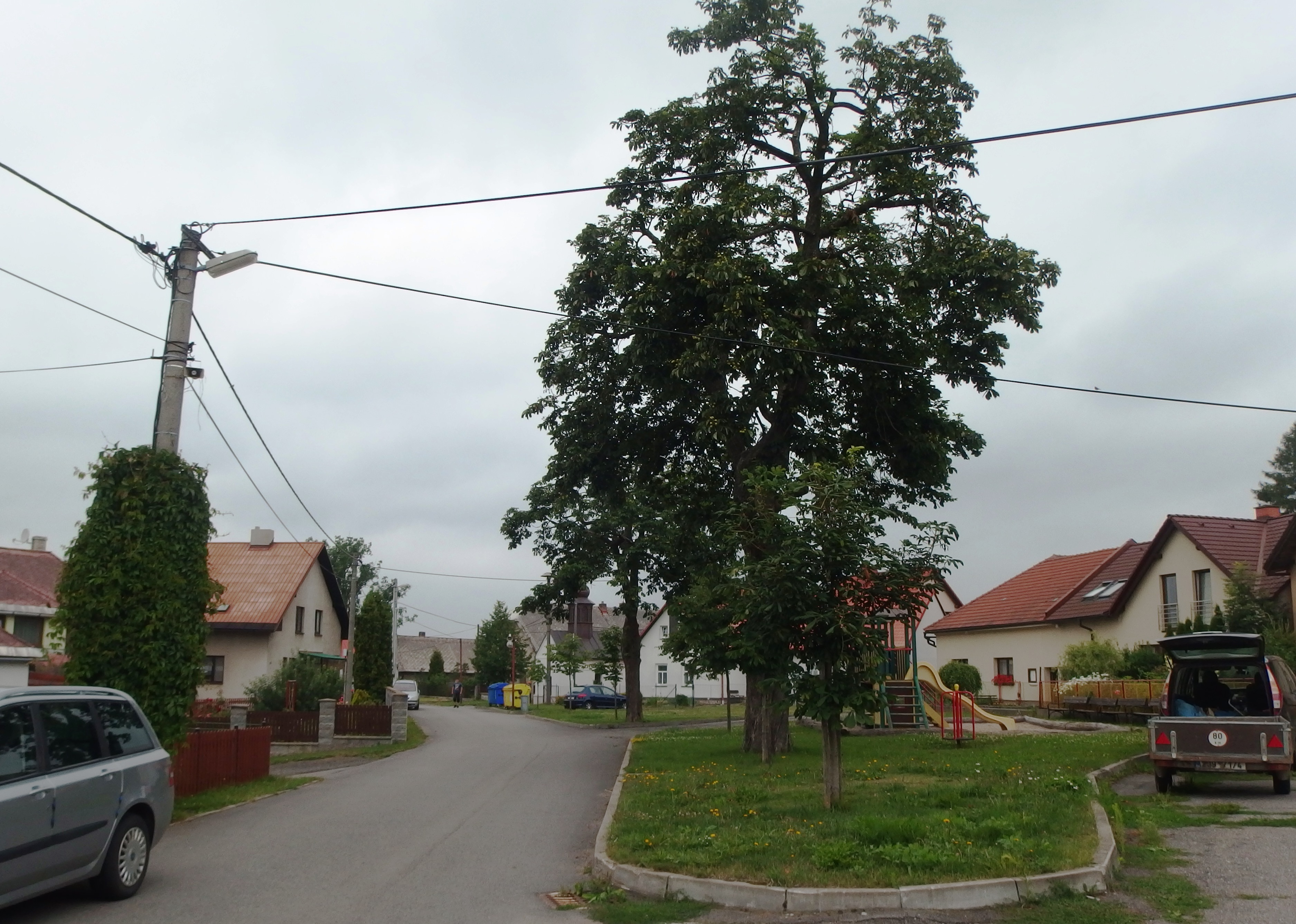
Náves
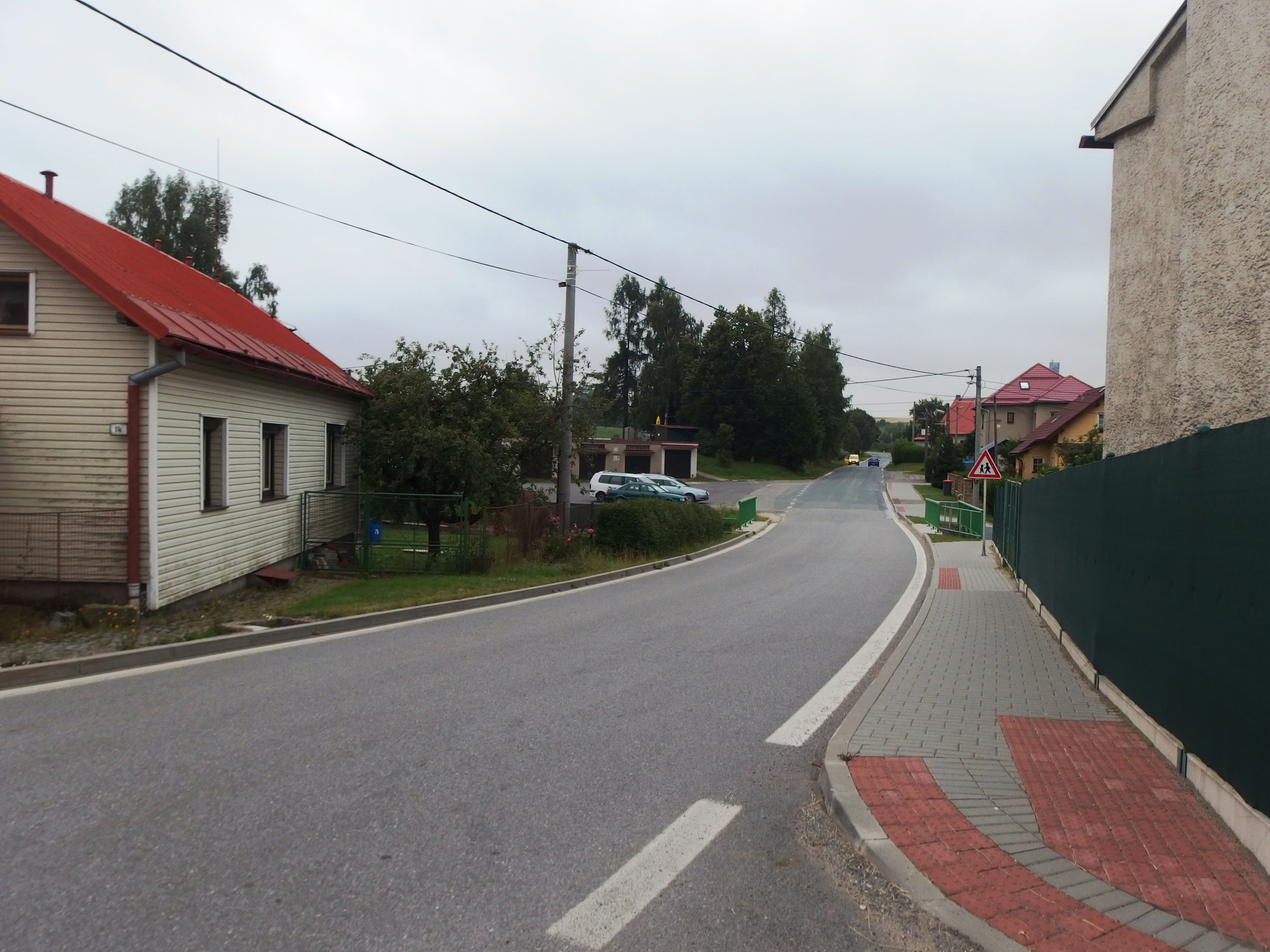
Hlavní ulice, směr Žďár n. S.
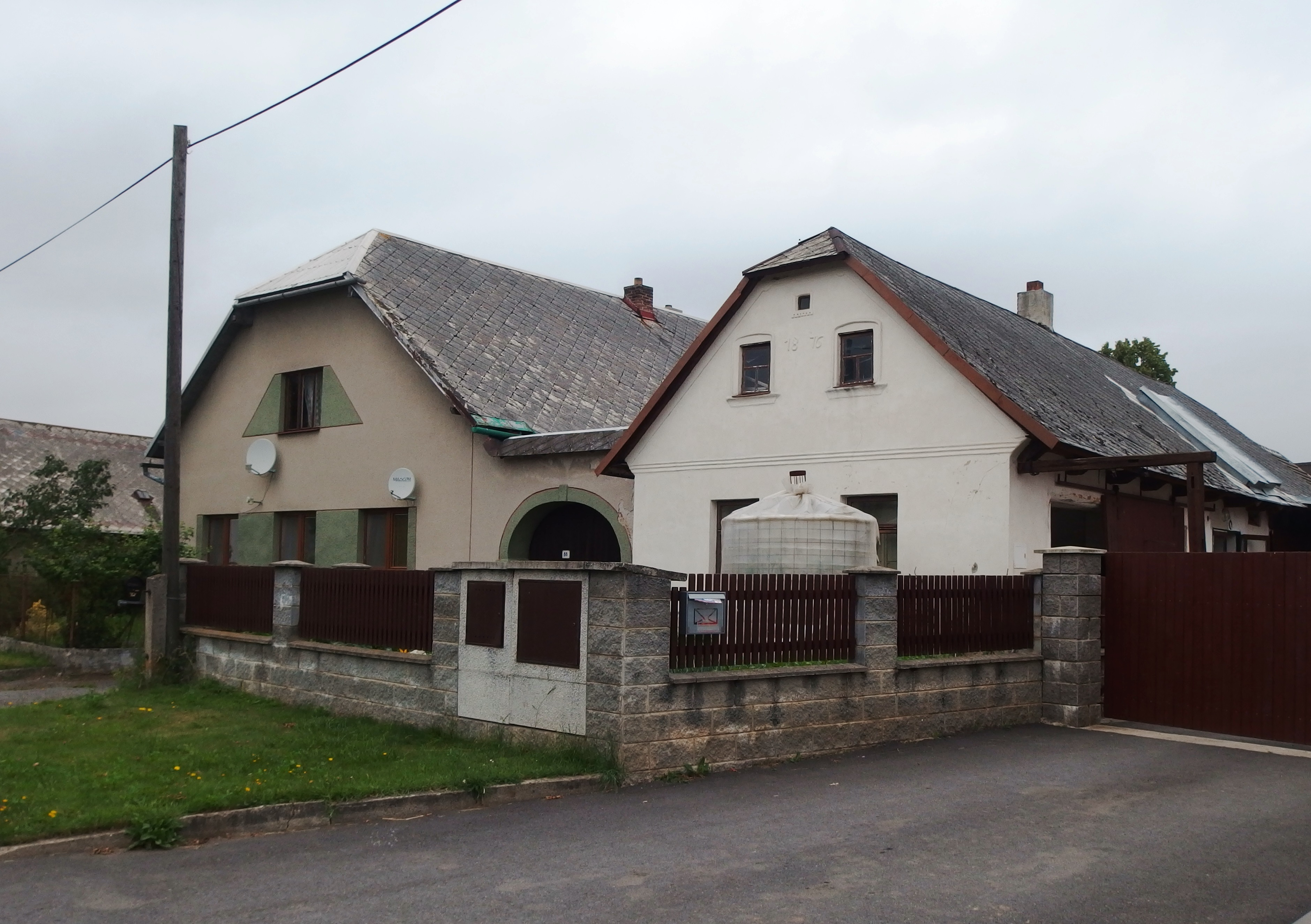
Usedlost č. p. 66
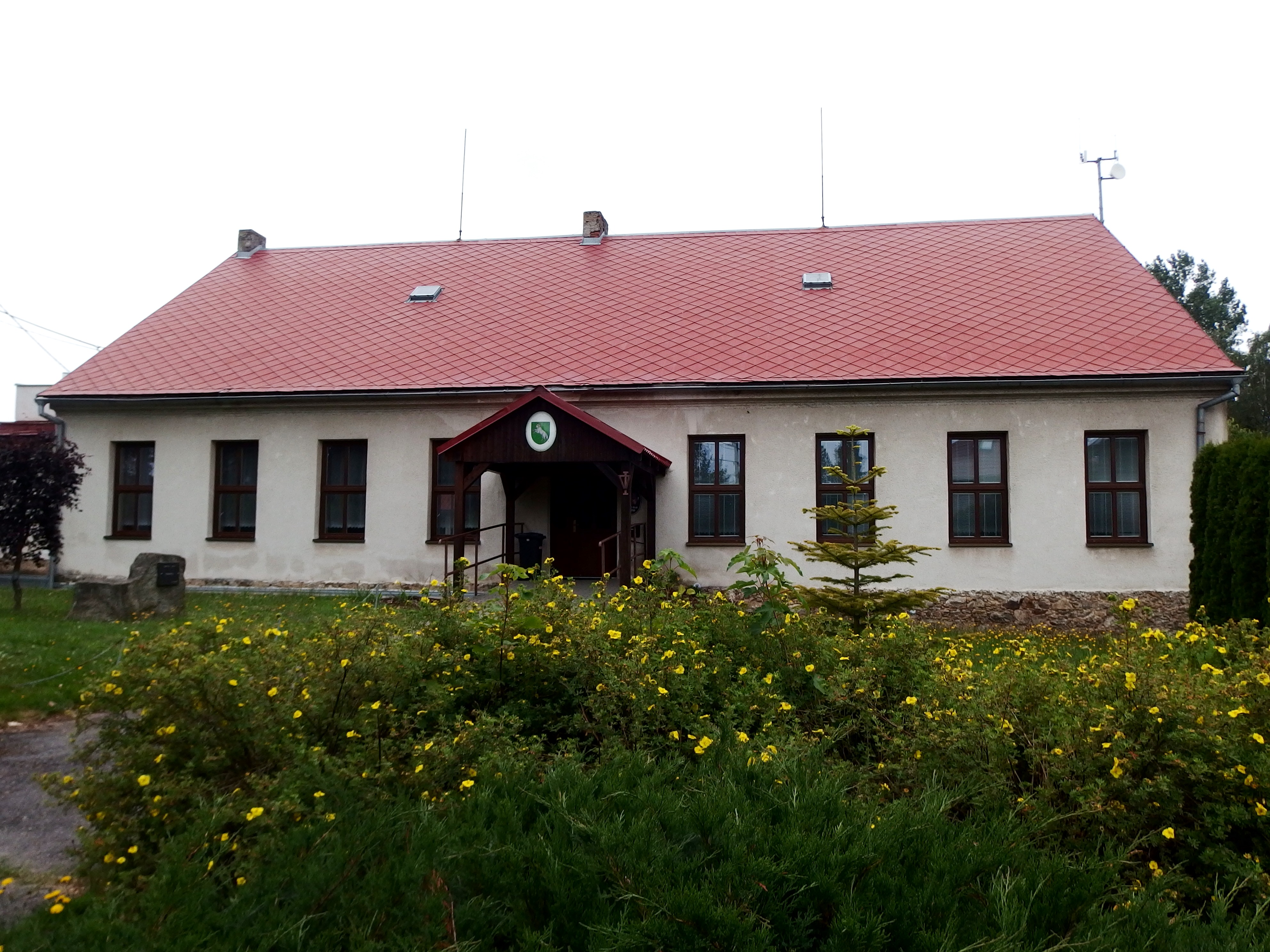
Obecní úřad